# I1 SNCB
Les I1 sont des voitures pour trains internationaux livrées de 1931 à 1939 et désormais retirées du service. Il s’agit du premier matériel métallique de la SNCB qui les utilisera en trafic intérieur et international jusque dans les années 1980.

## Histoire

### Mise en service

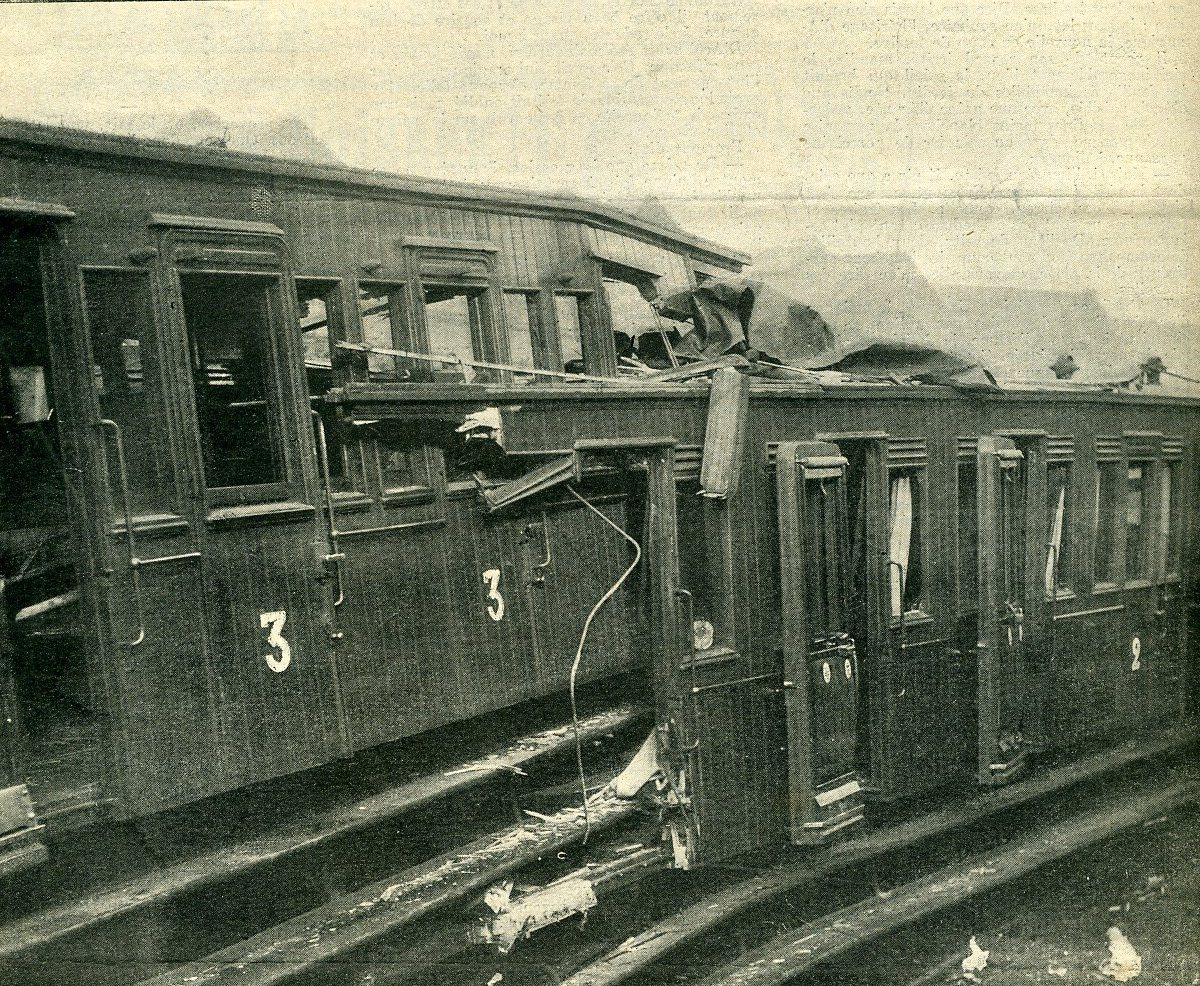
catastrophe de Schaerbeek en 1904. C’est la fragilité des caisses en bois qui poussera la SNCB à mettre au point des voitures métalliques

En 1929, la SNCB n’employait alors que des voitures à caisse en bois, lesquelles n’offraient plus les garanties acceptables en cas d’accident. En outre, des voitures métalliques ou semi-métalliques étaient déjà en service dans les pays voisins ainsi qu’à la Compagnie internationale des wagons-lits. 
Les premières voitures européennes entièrement métalliques (sauf la toiture) furent construites en 1912 en Allemagne et, en France, les Chemins de fer de l'Etat mirent en service des voitures de banlieue métalliques en 1913.
La SNCB possédait alors 359 voitures internationales à voyageurs, dont 147 ex-Allemandes obtenues après l'armistice. L'âge moyen de ce parc hétéroclite était de 20 ans et seules les voitures allemandes et quelques voitures belges étaient en bois tôlé, les autres étaient en bois apparent. Ce parc était composé de 213 voitures mixtes 1ère et 2ème classe, de 10 voitures purement 2ème classe et de 101 voitures de troisième classe. Cette disparité vient du fait que les trains internationaux de l'époque comptaient peu de voitures de troisième classe et étaient même fréquemment composés uniquement de voitures des classes supérieures.
En 1929, en raison des besoins du trafic, la SNCB estimait qu'elle avait besoin de 10 voitures supplémentaires de troisième classe et il était souhaitable, outre ces 10 voitures de troisième classe d'un type nouveau, de commander par la même occasion des voitures de première et deuxième classe pour accompagner ce nouveau matériel 
Pour des raisons de sécurité, les grands réseaux belges et français se mirent d'accord sur le fait de ne plus commander que du matériel métallique, plusieurs accidents montraient la grande différence de robustesse des voitures métalliques déjà en service sur leurs homologues en bois. Une de ces catastrophes survint à Hal en 1929.
On constatait aussi que la plus grande rigidité des caisses de ce matériel supprimait nombre de vibrations et mouvements parasites qui nuisaient au confort, surtout à grande vitesse.
Un appel d’offres fut donc passé le 18 octobre 1929 pour la livraison de 20 voitures métalliques s’inspirant des voitures OCEM alors mises en service en France. Après une première série de 10 voitures mixtes de première et deuxième classe et de 10 voitures de troisième classe, une seconde commande de 100 voitures fut passée en 1932, suivie d’une dernière commande de 120 voitures en 1937. Les dernières seront livrées en 1939.
Contrairement aux voitures OCEM dont de nombreuses variantes furent construites, les voitures I1 ne comptaient que deux séries à leur sortie d’usine :  
- 120 voitures A2B6 aménagées avec deux toilettes encadrant six compartiments de seconde classe et deux de première, plus grands, disposés au milieu.
- 120 voitures C11 aménagées avec cinq compartiments de troisième classe, une toilette et six compartiments de troisième classe.

Il existait de petites différences entre les différentes tranches produites.

#### Seconde Guerre mondiale
Pendant la Seconde Guerre mondiale, de nombreuses voitures seront empruntées par l’occupant et quitteront le territoire belge, d’autres furent détruites ou endommagées au-delà de toute réparation. En outre, alors que le matériel retrouvé à l’étranger fut en grande partie rendu à ses propriétaires d’origine, plusieurs pays du bloc de l’Est ne restitueront pas le matériel étranger présent sur leur territoire. Au lendemain de la guerre, on constate que 34 voitures C11 et 33 A2B6 sont perdues ou détruites. Enfin, 11 voitures C11 et 10 A2B6 ont subi des dégâts majeurs et seront reconstruites de 1947 à 1951.

#### Après-guerre
Au lendemain du conflit, et jusqu’à la livraison d’une petite série de voitures I2 en 1951, les voitures I1 sont le seul matériel apte aux trains internationaux dont la SNCB dispose. À ce titre, elles subiront diverses modifications pour correspondre aux standards internationaux. 
- De 1951 à 1953, toutes les I1 recevront un équipement de chauffage électrique adapté aux systèmes étrangers et un éclairage fluorescent (sauf quelques C11 de première série qui n’en seront équipées qu’en 1959).
- En 1958, elles reçoivent des feux de fin de convoi fixes, fonctionnant à l’électricité, qui remplacent les lanternes amovibles.
- Après de multiples améliorations des bogies Pennsylvania durant les années 1950. Toutes les ex-A2B6 recevront des bogies Schlieren en 1974 en même temps qu’un intérieur rénové.

Entre-temps, de nouvelles variantes des voitures I1 seront créées par transformation. 
- A1B3C4 : 20 A2B6 réaménagées en voitures de première, deuxième et troisième classe en 1952. Trois des compartiments de seconde classe et un compartiment de première sont déclassés en compartiments de troisième classe. Une nouvelle série de 10 voitures sera traitée en 1954 et une dernière série (également de 10 voitures) en 1956.
- C8 : en 1954, afin d’obtenir plus de voitures de troisième classe, 10 A2B6 sont intégralement déclassées en troisième classe.

1956 voit la disparition de la troisième classe. En pratique, c’est la première classe qui disparait et les deux autres qui sont renumérotées. Pour les voitures I1, les banquettes en bois des anciennes voitures de troisième classe seront rembourrées et recouvertes de similicuir mais ce ne sera pas le cas de nombreuses voitures belges (K1 et K2; L, M1…) qui conserveront leurs banquettes en bois en deuxième classe, parfois jusqu'à leur mise à la retraite. 
Ce changement de classes verra l’apparition de types nouveaux :
- les 35 A2B6 restantes deviennent des A8 ;
- les C11 deviennent des B11, les C8 deviennent des B8 ;
- les voitures de première, deuxième et troisième classe deviennent des A4B4.

Entre 1959 et 1973, toutes les A8 restantes et 10 A4B4 sont déclassées en B8. La SNCB possédait désormais suffisamment de voitures de première classe avec les voitures I2 et I4, plus récentes. Cependant, leur service dans les trains internationaux n’est pas encore révolu car toutes les I1 à huit compartiments ont reçu des bogies Schlieren qui garantissent un roulement correct à 160 km/h.

#### Fin de carrière
En 1983, la première voiture, la voiture 11904, fut mise hors service à la suite des dégâts causés par un accident à Aix-La-Chapelle (Aachen). Elle fut suivie en 1985 par deux autres voitures (12102 et 12165), également victimes d'accidents.
En 1985, le parc actif des voitures I2 compte encore 47 voitures dont 10 HV Buffets et une voiture restaurant. Ce n'est qu'en 1991 que les dernières voitures du type I2 ont été réformées après une quarantaine d'années de services.

## Caractéristiques
Toutes disposaient d’une caisse métallique rivetée, de bogies Pennsylvania, et pesaient entre 45 et 48 tonnes. Leur vitesse maximale était de 140 km/h. Les voitures de la première série possédaient quelques différences minimes avec les séries suivantes.
L’aménagement intérieur est à compartiments avec portières en bout comme pour les voitures OCEM. À l’origine, les compartiments de première classe sont aménagés avec des sièges bleu azur pourvus d’accoudoirs individuels et de tapis au sol et ont des dimensions généreuses (2 180 mm). Les compartiments de seconde classe, sont aménagés avec des sièges rembourrés de couleur beige et sont sensiblement plus étroits (1 970 mm) et que ceux, plus petits (1 595 mm) de troisième classe reçoivent des banquettes en bois. Le sol en seconde et troisième classe est recouvert de linoléum. Les rénovations ultérieures entraineront le remplacement des revêtements muraux, le rembourrage des banquettes dans les voitures de troisième classe et l’installation de sièges en similicuir dans les voitures déclassées. 

## Livrées
Elles sont sorties d’usine en livrée bicolore vert foncé et vert d’eau avec une ceinture de caisse et un toit noir. Après 1955, les parois seront intégralement repeintes en vert foncé et le toit sera repeint en gris.  

## Voitures particulières
- La voiture A2B6 10102 est sortie d’usine avec une caisse soudée sans ceinture de caisse.
- Cinq I1 voitures A2B6 ont été utilisées pour la suite du train royal de Léopold III. Ce train composé de trois voitures, construites en 1938, dont l'apparence était très proche des voitures I1. Deux y seront incorporées en 1939, trois autres en 1945. Certaines des voitures I1 qui y avaient été rajoutées quitteront le train royal en 1957 pour redevenir des voitures classiques[1].
- La voiture I1 A2B6 10081 avait reçu un arrière vitré lors de son incorporation dans le train royal. Lorsqu’elle quitte ce train spécial, cet arrière vitré est conservé et elle devient la Voiture d’inspection no 10 qui roulera sporadiquement jusqu’en 1984.
- Une des voitures C11 gravement endommagées pendant la guerre sera reconstruite en 1951 avec une seconde toilette à la place d'un des compartiments à une de ses extrémités. Elle sera la seule ainsi modifiée.
- En 1957, trois B11 ressortent avec quatre de leurs compartiments transformés en espace buffet tandis que le compartiment suivant et les portes d’accès font place à un petit compartiment à bagages aux fenêtres grillagées et à l’extrémité dépourvue de soufflet. Elles sont désignées BDR. Dans les années 1960, deux d’entre elles sont retransformées en voitures de seconde classe classiques et la dernière perdra son compartiment à bagages, devenant ainsi une voiture BR.
- En 1974, une ancienne B8 est reconstruite en voiture-bar-dancing (de) et numérotée 17901 (ou SR1)[2]. Un bar, une piste de danse et un équipement de sonorisation sont installés et plusieurs fenêtres sont bouchées, quant aux bogies, des Schlieren, ils sont équipés de freins à disques. Un incendie l’endommagera à Stuttgart en 1979 mais, malgré la livraison l’année précédente de la voiture bar-dancing 17902[3] basée sur un fourgon Dms, elle sera réparée et ce sera, pour la SNCB, l’occasion de la reconstruire avec une piste de danse plus grande, moins de fenêtres, des bourrelets UIC et un nouveau système électrique. Sa carrière prit fin en 1997.
- En 1973, cinq voitures I1 C11 ainsi que des voitures d’autres types (K1, fourgons à bagages…) ont été transformées avec suppression des fenêtres et des cloisons intérieures pour le train-expo (utilisé notamment pour le train Technorame)

D’autres voitures, principalement des voitures à 11 compartiments, sont devenues des véhicules de service (voiture de mesure, trains de secours, train-école de la Signalisation, voitures-dortoirs ou ateliers mobiles pour les trains de travaux…).

## Voitures préservées
- La voiture d’inspection no 10 a été transférée à Louvain en 1984 où se trouvait le matériel historique de la SNCB.
- La voiture bar-disco SR1 a été rachetée par un particulier et incorporée à une concession automobile. Elle a partiellement conservé son intérieur d’origine[5].
- La voiture 10060 est la seule I1 à ne jamais avoir quitté le train royal, à ce titre, elle est préservée avec les trois voitures d’origine du train royal.
- Le chemin de fer des trois frontières à Hombourg possède plusieurs I1, principalement des C11, qui sont en attente de restauration[6].

## Sources